# 高津郵便局
高津郵便局（たかつゆうびんきょく）は神奈川県川崎市高津区にある郵便局。民営化前の分類では集配普通郵便局であった。

## 概要
住所：〒213-8799 神奈川県川崎市高津区末長1-40-28

### 併設施設
- ゆうちょ銀行高津店（さいたま支店高津出張所）：取扱店番号020090

## 沿革
- 1872年（明治5年）旧4月 - 溝ノ口郵便取扱所として開設[1]。
- 1875年（明治8年）1月1日 - 溝ノ口郵便局（五等）となる[1]。
- 1880年（明治13年） - 為替取扱を開始[1]。
- 1882年（明治15年） - 貯金取扱を開始[1]。
- 1902年（明治35年）9月21日 - 溝ノ口郵便電信局となる[1]。
- 1903年（明治36年）4月1日 - 通信官署官制の施行に伴い溝ノ口郵便局となる[1]。
- 1963年（昭和38年）3月 - 局舎新築落成。
- 1977年（昭和52年）10月31日 - 高津区溝口から、同区末長に新築移転するとともに、高津郵便局に改称[2]。
- 1994年（平成6年）7月1日 - 外国通貨の両替および旅行小切手の売買に関する業務取扱を開始。
- 2007年（平成19年）10月1日 - 民営化に伴い、併設された郵便事業高津支店、ゆうちょ銀行高津店に一部業務を移管。
- 2012年（平成24年）10月1日 - 日本郵便株式会社発足に伴い、郵便事業高津支店を高津郵便局に統合。

## 取扱内容

### 高津郵便局
- 郵便、印紙、ゆうパック、内容証明
- 生命保険、バイク自賠責保険、がん保険、引受条件緩和型医療保険
- 「213-00xx」区域（川崎市高津区の全域）の集配業務
- ゆうゆう窓口

### ゆうちょ銀行高津店
- 貯金、貸付、為替、振替、振込、国際送金、外貨両替、トラベラーズチェック、国債、投資信託、変額年金保険
- ATM

## 周辺
- 洗足学園音楽大学・短大・附属高校・中学校
- 虎の門病院分院
- 国道246号

## アクセス
- 東急田園都市線 梶が谷駅から徒歩約5分
- 東急バス、川崎市バス 姿見台停留所下車
- 東名高速道路 東名川崎ICから東へ約3km、第三京浜道路 京浜川崎ICから西へ約2.5km
- 駐車場あり：6台